# Medalia „Pentru salvarea persoanelor de la înec” (Transnistria)

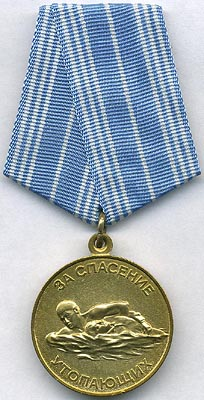
Medalia "Pentru salvarea persoanelor de la înec"

Medalia "Pentru salvarea persoanelor de la înec" (în rusă Медаль "За спасение утопающих") este una dintre decorațiile auto-proclamatei Republici Moldovenești Nistrene, preluată dintre decorațiile fostei URSS fără modificări. Medalia a fost înființată prin Decretul Sovietului Suprem al URSS din 16 februarie 1957, cu modificările suferite la 1 august 1967 și la 18 iulie 1980.

## Statut
1. Cu Medalia "Pentru salvarea persoanelor de la înec" sunt decorați lucrătorii serviciului de salvare și alte persoane, care nu sunt cetățeni ai Republicii Moldovenești Nistrene, pentru curajul și dăruirea dovedite în salvarea persoanelor aflate în pericol de înec, pentru vigilența și implicarea în situația accidentelor acvatice, sau organizațiile de salvamari. 
2. Medalia "Pentru salvarea persoanelor de la înec" se poartă pe partea stângă a pieptului și când deținătorul are și alte medalii, este aranjată după Medalia "Pentru vitejie în muncă în anii 1941-1945 ai Marelui Război pentru Apărarea Patriei".

## Descriere
Medalia "Pentru salvarea persoanelor de la înec" are formă de cerc cu diametrul de 32 mm și este confecționată din metal neferos. În partea centrală a aversului medaliei se află imaginea în relief a unui salvator care scoate un înecat din apă. Deasupra imaginii se află inscripția în arc de cerc "За спасение" ("Pentru salvarea"), iar dedesubtul imaginii este inscripția în arc de cerc "утопающих" ("persoanelor înecate"). Medalia are margini convexe.  
În mijlocul reversului se află secera și ciocanul, dedesubtul căreia este o ramură de lauri, iar în partea de jos este cuvântul "Россия" ("Rusia"). 
Medalia este prinsă printr-o ureche de o panglică pentagonală de mătase lucioasă, având o lățime de 24 mm. Panglica are culoarea albastru-închis având la extremități trei benzi  și în mijloc o bandă de culoare albă. Pe reversul panglicii se află o agrafă pentru prinderea decorației de haine.